# متسنسک
شهر متسنسک (به روسی: Мценск) در کشور روسیه و در اوبلاست اوریول واقع شده‌است.